# Ligne (rivière, Orneau)
Pour les articles homonymes, voir Ligne.
La Ligne est un ruisseau de Belgique, affluent de l'Orneau en rive droite, elle fait donc partie du bassin de la Meuse par la Sambre.

## Parcours
La Ligne prend sa source à la limite du Hainaut et du Brabant à Chassart. Elle passe à Wagnelée, traverse Saint-Amand-lez-Fleurus, Brye, puis Ligny, longe Sombreffe puis arrose les villages de Tongrinne, Boignée, Balâtre et Saint-Martin. Elle conflue avec l'Orneau (affluent de la Sambre), à Mazy au lieu-dit Falnuée. 
Dans sa première partie, la vallée est bordée de versants en pente douce. À partir de Boignée, la vallée est plus encaissée. Des affleurements rocheux apparaissent, les plus importants étant situés à la Rue des Bancs, à Balâtre. Dans sa partie aval, la vallée de la Ligne est marquée par des phénomènes karstiques.
La Ligne a longtemps connu des débordements saisonniers. Mais au début des années 1970 des travaux de creusement du lit de la rivière ont limité les inondations au point de les rendre extrêmement rares.

## Affluents
Elle a pour affluents: 
- le Martinroux venant du Vieux Campinaire de Fleurus et dont la confluence se situe à Saint-Amand
- le Plomcot ou Ri d'Amour venant de Fleurus-Fontenelle (actuel zoning de Fleurus-Farciennes) qui sert de limite entre Fleurus, Saint-Amand et Ligny
- le Ri de Grand Vau en rive droite à Balâtre, juste en amont du bief de l'ancien moulin
- le Ri de Saint-Pierre en rive gauche à la sortie de Saint-Martin, au lieu-dit Villeret

## Patrimoine
Le long de son parcours, la Ligne passe à proximité de quelques sites remarquables :
- la chaussée romaine Bavay-Cologne (chaussée Brunehaut)
- l'ancienne usine de Chassart
- les fermes de Wagnelée et les châteaux de la famille Dumont de Chassart
- les fermes de Saint-Amand, ses châteaux et ses anciennes brasseries
- le site de la dernière victoire de Napoléon le 16 juin 1815
- la ferme d'en bas et d'en haut de Ligny, ainsi que le vieux pont du moulin.
- la carrière de Ligny, actuelle réserve d'eau pour Bruxelles
- le château de Sombreffe
- le château-ferme de Balâtre
- l'ancien moulin de Balâtre
- le donjon de Villeret
- la ferme de Villeret
- la ferme de Falnuée à son confluent avec l'Orneau

## Environnement
La Ligne, où les anciens y venaient pour y recueillir les vers de vase pour la pêche, fut longtemps un cours d'eau très pollué, surtout après 1980, notamment en raison des égouts qu'y déversaient directement leurs eaux polluées et du Ri de Grand Vau, venant de Wanfercée-Baulet station d'épuration en fonction depuis 2008. 
Au début des années 2000, des efforts ont permis d'améliorer la situation. Une station d'épuration installée à la sortie de Saint-Martin doit collecter toutes les eaux usées de la vallée, évitant ainsi le rejet direct dans le ruisseau. La station d'épuration de Sombreffe est en cours de construction (2008-2009).